# Pièce commémorative de 1 dollar américain des prisonniers de guerre américains
La pièce commémorative de 1 dollar américain des prisonniers de guerre américains est une monnaie commémorative, non circulante, émise par la Monnaie des États-Unis en 1994 et frappée par les Monnaies de Philadelphie et de West Point. Cette pièce d'un dollar est autorisée par la loi publique 103-186 du 14 décembre 1993, qui prévoit l'émission d'une monnaie commémorative en l'honneur des prisonniers de guerre américains. Elle fait partie d'un programme d'émissions pour l'année 1994 dédié aux vétérans de guerre, qui inclut également le dollar en argent de la femme dans le service militaire des États-Unis et le dollar en argent commémoratif des vétérans du Viêt Nam.

## Contexte
Le Musée national des prisonniers de guerre ouvre ses portes en 1998 en tant que mémorial dédié à tous les prisonniers de guerre américains. Les expositions utilisent l'art, les photographies, les présentoirs et les vidéos pour représenter la capture, les conditions de vie, les épreuves et les expériences des prisonniers de guerre américains de toutes les époques. Le musée sert également de centre d'accueil du camp d'Andersonville.

## Législation
La loi publique 103-186 demande que le secrétaire du Trésor frappe des pièces en commémoration du 250e anniversaire de la naissance de Thomas Jefferson, des Américains qui ont été prisonniers de guerre, du Vietnam Veterans Memorial à l'occasion du 10e anniversaire du mémorial, et du Women in Military Service for America Memorial. Elle est proposée le 22 novembre 1993, adopté par le Sénat le 24 novembre et signée par le président Bill Clinton le 14 décembre 1993.

## Dessin
Sur l'avers de la pièce, conçu par l'employé du Département des Anciens Combattants Tom Nielsen, une image d'un aigle en vol portant une chaîne brisée dans sa serre gauche est reproduite. Le dessin est entouré d'une couronne de barbelés et la légende affiche les mots LIBERTY et FREEDOM (liberté), ainsi que la devise habituelle IN GOD WE TRUST des pièces américaines,.
Quant au revers, œuvre d'Edgar Z. Steever, il représente une vue extérieure du bâtiment du Musée national des prisonniers de guerre à Andersonville, en Géorgie,.

## Production et vente
La loi qui autorise l'émission de ces pièces commémoratives prévoit une émission maximale de 500 000 exemplaires. Elles sont produites à la Monnaie de West Point, où les pièces brillant universel sont frappées, et à la Monnaie de Philadelphie, qui frappe les pièces avec une finition belle épreuve. Elle est disponible à l'achat par le public à partir du 29 juillet 2004.
La production s'élève à 54 893 pièces dans la version brillant universel et à 224 449 exemplaires en version belle épreuve, ce qui donne un total de 279 342 exemplaires, soit un peu plus de la moitié de l'émission totale autorisée,.
La pièce est commercialisée au prix de 32 dollars en version brillant universel et 35 dollars en version belle épreuve. Les bénéfices tirés de la vente sont destinés à la création et à l'entretien du Musée national des prisonniers de guerre à Andersonville, en Géorgie. Les montants excédentaires sont alloués au département des Anciens Combattants pour l'entretien des cimetières nationaux.